# Romuald Mieczkowski
Romuald Mieczkowski (ur. 11 lutego 1950 w Fabianiszkach) – litewski poeta, dziennikarz, publicysta, scenarzysta i reżyser narodowości polskiej, działacz społeczności polskiej na Litwie, współinicjator Związku Polaków na Litwie współzałożyciel i redaktor naczelny kwartalnika literackiego „Znad Wilii”. Twórca i organizator Międzynarodowych Spotkań Poetyckich „Maj nad Wilią”. 

## Życiorys

### Działalność zawodowa
W 1973 ukończył polonistykę i geografię w Wileńskim Instytucie Pedagogicznym. Po ukończeniu studiów pracował jako dziennikarz w „Czerwonym Sztandarze”. Od 1980 był kierownikiem działu polskiego w Radiu Litewskim, a w 1989 był założycielem cotygodniowego magazynu polskiego „Panorama Tygodnia” (później „Rozmowy Wileńskie”) w Telewizji Litewskiej LRT, który prowadził do 2002.
W grudniu 1989 wspólnie z Czesławem Okińczycem założył czasopismo „Znad Wilii” – pierwszą na terenie Związku Sowieckiego prywatną gazetę wydawaną po polsku. Nieprzerwanie od 1989 do dziś pozostaje jego redaktorem naczelnym (obecnie ukazuje się jako kwartalnik). Inicjator odrodzonych Śród Literackich w Celi Konrada w Wilnie, wchodził w skład ich Kolegium w latach 1992-2000, do likwidacji Celi. Był również współzałożycielem Radia „Znad Wilii”. W 1995 razem z Wandą Marcinkiewicz założył w Wilnie Polską Galerię Artystyczną „Znad Wilii”, był koordynatorem i kuratorem ponad 300 wystaw na Litwie, w Polsce i innych krajach. Od 2004 zajmuje się także działalnością wystawienniczo-kulturalną w Warszawie. Od 2006 jest kuratorem wystaw Mazowieckiego Centrum Kultury i Sztuki (obecnie Mazowiecki Instytut Kultury) w Warszawie. W Mazowieckim Instytucie Kultury (MIK), w ciągu 15 lat w warszawskim Ratuszu, a także w innych placówkach wystawienniczych zorganizował ok. stu wystaw malarstwa, grafiki, fotografii, plakatu. Znaczna część ich dotyczyła Litwy, Białorusi i Ukrainy, brał udział w życiu placówki, doprowadził do współpracy z MIK-iem podczas festiwali „Maj nad Wilią”. Od 1994 do 2023 organizował w Wilnie coroczne Międzynarodowe Spotkania Poetyckie „Maj nad Wilią”, a od 2013 współorganizuje w Warszawie Festiwal Filmów Emigracyjnych „Emigra”. Jako dziennikarz i publicysta współpracował m.in. z Telewizją Polską, Polskim Radiem, BBC i „Nowym Dziennikiem”.

### Działalność społeczna
W 1988 brał udział w zakładaniu Stowarzyszenia Społeczno-Kulturalnego Polaków na Litwie, pierwszej powojennej polskiej organizacji na Litwie, przekształconej w 1990 w Związek Polaków na Litwie. Należał do jej kierownictwa. Od 2000 jest prezesem Zarządu Stowarzyszenia Inicjatywa na Rzecz Rozwoju Kultury „Znad Wilii”. Od 2004 należy do Związku Pisarzy Litwy oraz międzynarodowej grupy literackiej „Magnus Ducatus Poesis”.
Promuje Litwę jako kraj wielokulturowy, otwarty i ciekawy swojej historii, jednocześnie zachowujący tolerancję.

## Twórczość
Debiutował w wieku 16 lat opowiadaniem pt. "ZIMA", wydrukowanym w Młodych Zastępach, w „Czerwonym Sztandarze” – jedynym polskim dzienniku z ZSRR, datowanym rokiem 1965 albo 1966.

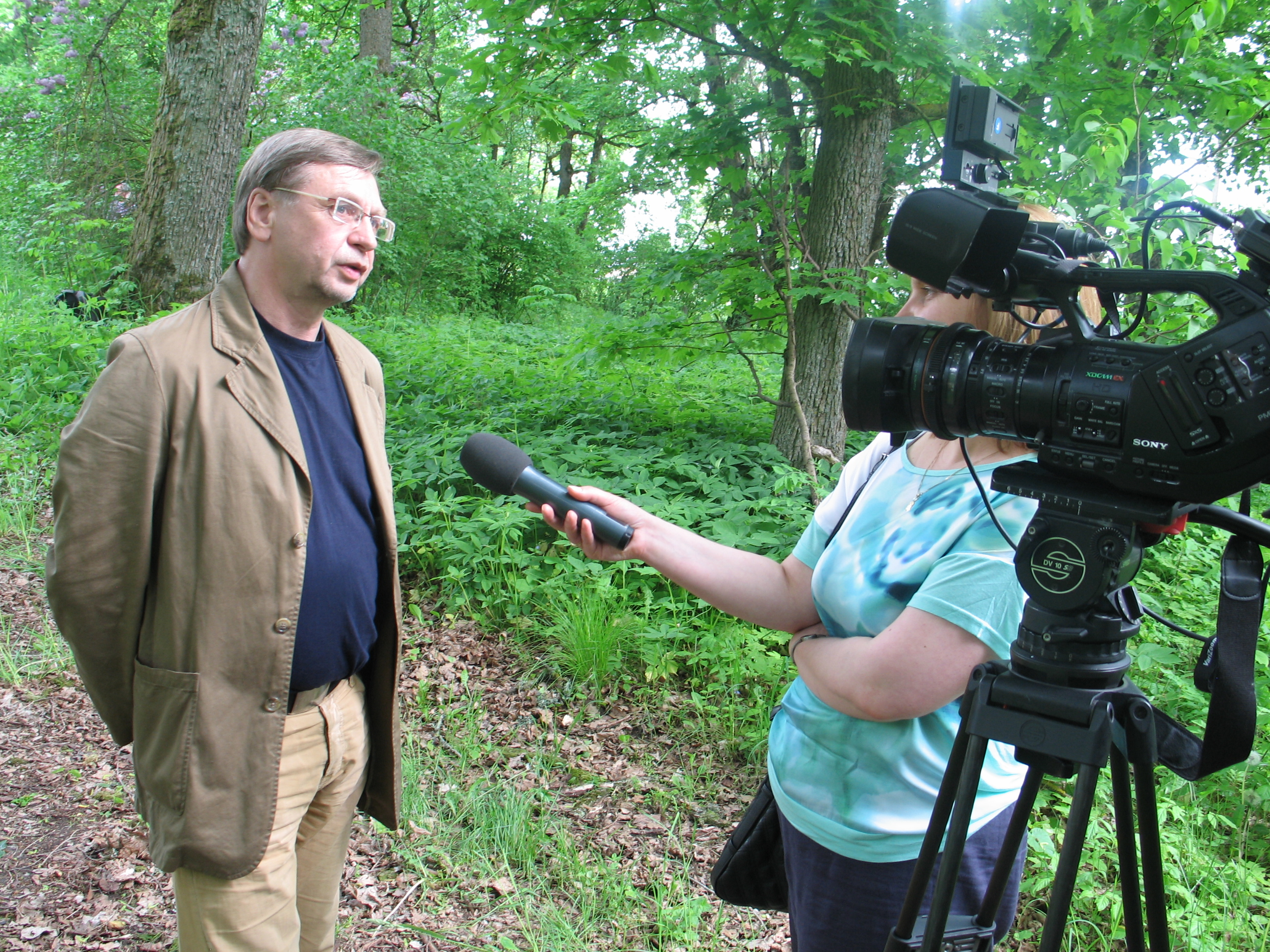
Romuald Mieczkowski udziela wywiadu podczas Maja nad Wilią w Poszawszu w 2015 roku

Jest autorem wielu publikacji, tekstów prasowych, scenariuszy radiowych i telewizyjnych. Wydał następujące zbiory wierszy:
- W Ostrej Bramie (Warszawa, 1990)
- Co bym stracił (Kraków, 1990)
- Wirtuozeria grubo po północy (Suwałki, 1991)
- Powrócę (Warszawa, 1992)
- Podłoga w Celi Konrada (Warszawa, 1992)
- Sennik wileński (Warszawa, 1995)
- Sen w ogrodach Moneta (Zielona Góra, 1996)
- Dźwięki ulicy Szklanej (Bydgoszcz, 1999)
- Zbudować łódź (Toruń, 2006)
- Nikt nie woła (Wilno, 2008), ISBN 978-9986-532-04-0
- Na litewskim paszporcie (Wilno, 2011), ISBN 978-9986-532-06-4[21]
- Pomiędzy (Wilno, 2018), ISBN 978-9986-532-09-5[22]
- Mój barbarzyńca  (Wilno 2021),  ISBN 978-9986-532-14-9[23]

oraz zbiór prozy
- Objazdowe kino i inne opowiadania wileńskie (Wilno, 2007), ISBN 978-9986-532-03-3
- Były sobie Fabianiszki, (Wilno, 2020), ISBN 978-9986-532-12-5[24].

Swoje utwory publikował w pismach na Litwie, w Polsce i innych krajach, m.in. w „Literatūra ir menas”, „Kultūros barai”, „Twórczość”, „Akcent”, „Borussia”. Opracował antologię 50 współczesnych poetów Przenieść Wilno do serca. Portret miasta (2009). Jego utwory były tłumaczone na języki obce (m.in. angielski, francuski, rosyjski, włoski). Tłumaczy z języka litewskiego i języków słowiańskich. Publikuje również felietony pod pseudonimem Tomasz Bończa.

## Odznaczenia i ordery
- Krzyż Oficerski Orderu Zasługi Rzeczypospolitej Polskiej (2015)
- Krzyż Kawalerski Orderu Zasługi Rzeczypospolitej Polskiej (1998)[25]
- Odznaka honorowa „Zasłużony dla Kultury Polskiej " (1997)[26]

### Wyróżnienia i nagrody
- Nagroda Literacka im. Barbary Sadowskiej (1990)[27]
- Nagroda Polcul Foundation (1991)[28]
- Nagroda im. Ireny i Franciszka Skowyrów, zwana „Lubelskim Noblem" (2002)[29]
- Nagroda II stopnia im. Zygmunta Glogera (2004)[30]
- Nagroda Fidelis Poloniae (2008)[31]
- Złota Sowa Polonii w kategorii literatura (2011)[32]
- Nagroda im. Macieja Płażyńskiego (2014)[33]
- Odznaka „Honoris Gratia” (2015)[34][35]
- Nagroda im. Witolda Hulewicza (dwukrotnie, ostatnio w 2017)[36]
- Nagroda Fundacji Kopernikowskiej
- Nagroda Czesława Miłosza
- Nagroda Fundacji “Pomoc Polakom na Wschodzie” im. Jana Olszewskiego za nieustające wsparcie oraz pielęgnowanie kultury polskiej na Wschodzie (2024)[37]